# Kokkina
Kokkina, vagy törökül Erenköy egy elhagyatott település a de facto állam, az Észak-Ciprusi Török Köztársaság ellenőrzése alatt. A település egy exklávé a Ciprusi Köztársaság által uralt területen belül, ennek oka, hogy a török hadsereg számára szimbolikus jelentőséggel bírt, hogy elfoglalják a Tylliriai csata helyszíne, a Morphou-öböl körülötti településeket, mely egy összecsapás volt a török és görög ciprióták között, azonban Kato Pyrgost sikeresen védte meg a ciprusi haderő.

## Története
A község lakosságát 1976-ban evakuálták Gialousába (törökül Yeni Erenköy ~ Új Erenköy), azóta csak a török hadsereg állomásozik a területen.
A falu temetőjében található 13 gondosan ápolt ciprusi török sír, akik a Kokkina ostromakor haltak meg. Maga a falu továbbra is súlyos harci károk nyomait viseli magán. A védők és az észak-ciprusi hadsereg (biztonsági erők parancsnoksága) emlékműve szintén a faluban található. Kokkina az éves emlékünnepség helyszíne, amelyen az észak-ciprusi és a török kormány magas rangú méltóságai vesznek részt. A ciprusi görög térképeken a falut Kokkina görög nevén emlegetik.